# Белецкий, Павел Кузьмич
Павел Кузьмич Белецкий [псевдонимы: Б--кий, Пав.; Гость; Дядя Кий; Пав. Б.; Ставропольский; Ставропольский, Пав.; 17 [29] мая 1871, Ставрополь-Кавказский — 19.3.1934, Ставрополь], русский писатель, путешественник, этнограф, журналист, фельдшер.

## Биография
Родился 17 (29) мая 1871 года в семье отавного унтер-офицера и бывшей крепостной крестьянки. До 1882 года учился в Ставропольском городском училище; в 1887 окончил Тифлисскую военно-фельдшерскую школу. Служил военным фельдшером в Грозненском военном госпитале, в Ставрополе, станице Невинномысской, в Георгиевске. В 1890 году вышел в отставку с военной службы, но продолжал работать участковым фельдшером в Ставропольской губернии.
В 1897 году переехал в Санкт-Петербург. Работая фельдшером на заводе «Молот», по факту он приступил к профессиональной журналисткой деятельности. В журналах «Народ», «Неделя», «Новости» и «Русский труд» публикует статьи, в которых ставит злободневные вопросы гигиены и санитарии, оплаты труда и условий эксплуатации рабочей силы на производственных предприятиях Петербурга.
В мае 1898 года в качестве фельдшера Белецкий присоединился к геологической экспедиции Я. А. Макерова в Восточную Сибирь и провёл в даурской тайге два года. После возвращения в Петербург публиковал свои статьи в «Биржевых ведомостях», «Обозрении Петербурга», «Слове», в иркутской газете «Восточное обозрение», «Забайкальской нови». По материальным соображениям в 1903 г. переезжает в Грозный.
В 1904 году вновь уехал в путешествие — в Забайкалье. В 1910—1911 годах работал фельдшером на Амурской железной дороге. В 1912 году совершил путешествие по Дальнему Востоку России.
В советский период жизни работал в органах здравоохранения, печатался газетах «Власть Советов» (Ставрополь) и «Красный Дагестан».
Умер 19 марта 1934 года в Ставрополе. Похоронен на Успенском кладбище.

## Публикации

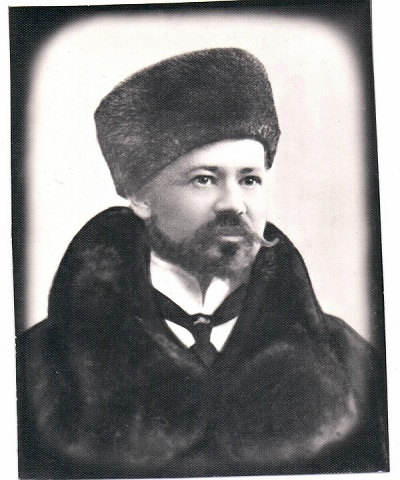
Павел Белецкий около 1900 г.

- На почве новых понятий. Рассказ // газета «Народ». — 1897, 13 мая.
- Вопросы времени. Статья / «Сибирский сборник». — 1900. — Вып. 1. Иркутск. Приложение к «Восточному Обозрению».
- Забайкальские раскольники. Цикл статей и очерков // «Сибирский сборник». — 1901. — Вып. 1. — Иркутск.
- К вопросу о реформе золотопромышленности. Очерк // журнал «Русское богатство». — № 8. — 1902.
- Герои тайги. Рассказ // газета «Природа и люди». — 1902. — № 46—50.
- Баргузинские орочены. Очерк // журнал «Вестник знания». — 1904. — № 1-2.
- Переправа через Байкал. Очерк // «Новости и биржевая газета». — 1904, 21 февраля.
- Король тайги. Роман // «Газета-Копейка». — 1911. — 30 октября—31 декабря.
- В горах Даурии. Роман // журнал «Мир приключений». — 1912. — № 1-6.
- Поклонники медведя. Рассказ // журнал «Природа и люди». — 1912. — № 23.
- У бурят. Очерк // газета «Всемирная панорама». — 1912. — № 154.
- Неблагодарный край. Очерк / журнал «Современник». Книга XI. 1913 г.
- На вольной земле. Повесть / П. К. Белецкий. — Петроград: Школа наборного и печатного дела, 1914. — 112 с. — (Библиотека «Всходов» № 10).
- Людоеды. Рассказ // журнал «Мир приключений». — 1927. — № 5.